# Seznam aragonských královen
Seznam aragonských královen je seznamem manželek panovníků Aragonského království.
| Portrét | Jméno                 | Dynastie                     | Narození – úmrtí | Sňatek | Královnou od – do | Manžel              |
| ------- | --------------------- | ---------------------------- | ---------------- | ------ | ----------------- | ------------------- |
|         | Ermesinda z Bigorre   | Dynastie Foix                | † 1049           | 1036   | 1036 – 1049       | Ramiro I.           |
|         | Anežka Akvitánská     | Ramnulfovci                  |                  | 1054   | 1054 – 1063       | Ramiro I.           |
|         | Isabela z Urgellu     | Barcelonská dynastie         | † 1071           | 1065   | 1065 – 1071       | Sancho Ramírez      |
|         | Felicia z Roucy       |                              | † 1123           |        | 1076 – 1094       | Sancho Ramírez      |
|         | Anežka z Poitou       | Ramnulfovci                  | † 1097           | 1086   |                   | Petr I.             |
|         | Berta                 |                              | † po 1111        | 1097   | 1097 – 1104       | Petr I.             |
|         | Urraca Kastilská      | Dynastie Jiménez             | † 1126           | 1109   | 1109 – 1115       | Alfons I.           |
|         | Anežka Akvitánská     | Ramnulfovci                  | † po 1160        | 1135   | 1135 – 1137       | Ramiro II.          |
|         | Petronila Aragonská   | Dynastie Jiménez             | 1136 – 1173      |        | 1137 – 1173       | Ramon Berenguer IV. |
|         | Sancha Kastilská      | Burgundsko-Ivrejská dynastie | 1154 – 1208      | 1174   | 1174 – 1196       | Alfons II.          |
|         | Marie z Montpellieru  |                              | † 1213           | 1204   | 1204 – 1213       | Petr II.            |
|         | Eleonora Kastilská    | Burgundsko-Ivrejská dynastie | 1202 – 1244      | 1221   | 1221 – 1229       | Jakub I.            |
|         | Jolanda Uherská       | Arpádovci                    | 1215 – 1251      | 1235   | 1235 – 1251       | Jakub I.            |
|         | Tereza Gil de Vidaure |                              |                  |        |                   | Jakub I.            |
|         | Konstancie Sicilská   | Štaufové                     | 1249 – 1302      | 1262   | 1276–1285         | Petr III.           |
|         | Isabela Kastilská     | Burgundsko-Ivrejská dynastie | 1283 – 1328      | 1291   | 1291–1295         | Jakub II.           |
|         | Blanka z Anjou        | Anjouovci                    | 1280 – 1310      | 1295   | 1295 – 1310       | Jakub II.           |
|         | Marie z Lusignanu     | Lusignanové                  | 1273 – 1319      | 1315   | 1315 – 1319       | Jakub II.           |
|         | Elisenda z Montcada   |                              | †1364            | 1322   | 1322 – 1327       | Jakub II.           |
|         | Tereza z Entença      |                              | 1300 – 1327      | 1314   | 1327              | Alfons IV.          |
|         | Eleonora Kastilská    | Burgundsko-Ivrejská dynastie | 1307 – 1359      | 1329   | 1329 – 1336       | Alfons IV.          |
|         | Marie Navarrská       | Dynastie Évreux              | 1329 – 1347      | 1338   | 1338 – 1347       | Petr IV.            |
|         | Eleonora Portugalská  | Burgundští                   | 1328 – 1348      | 1347   | 1347 – 1348       | Petr IV.            |
|         | Eleonora Sicilská     | Barcelonská dynastie         | 1325 – 1375      | 1349   | 1349 – 1375       | Petr IV.            |
|         | Sibyla z Fortie       |                              | †1406            | 1377   | 1377 – 1387       | Petr IV.            |
|         | Jolanda z Baru        |                              | †1431            | 1380   | 1387 – 1395       | Jan I.              |
|         | Marie de Luna         |                              | 1358 – 1406      | 1372   | 1396 – 1406       | Martin I.           |
|         | Markéta z Prades      |                              | 1395 – 1422      | 1409   | 1409 – 1410       | Martin I.           |